# بيقية مرة
البيقية المرة وتسمى أيضاً في بعض المناطق بـالكِرسَنّة نوع نباتي يتبع لجنس البيقية من الفصيلة البقولية. اسمه العلمي (باللاتينية: Vicia ervilia).
تتواجد في المشرق العربي من حدود تركيا وحتى جبال فلسطين مروراً بالمناطق الجبلية في سورية ولبنان. تعد من نباتات الأعلاف المهمة في هذا المناطق. هي من المحاصيل المؤسسة للحضارة التي ساهمت في نشوء الحضارات القديمة في المشرق العربي.

## الوصف النباتي
نبات عشبي حولي، يرتفع عن الأرض حوالي 30 سم فقط. يشبه نبات العدس.